# Roslin
Roslin (a veces llamado Rosslyn) es un pueblo en Midlothian, Escocia, al sur de la capital escocesa de Edimburgo. Está situado aproximadamente a 12 millas (20 kilómetros) del aeropuerto de Edimburgo.
En 1303 se produjo en sus tierras la batalla de Roslin, parte de la Primera Guerra de Independencia Escocesa.
En el Instituto Roslin fue clonada la Oveja Dolly, primer mamífero de gran tamaño en le que se aplicó esta técnica con éxito.

## Patrimonio cultural
- Capilla Rosslyn
- Castillo de Roslin